# Onex

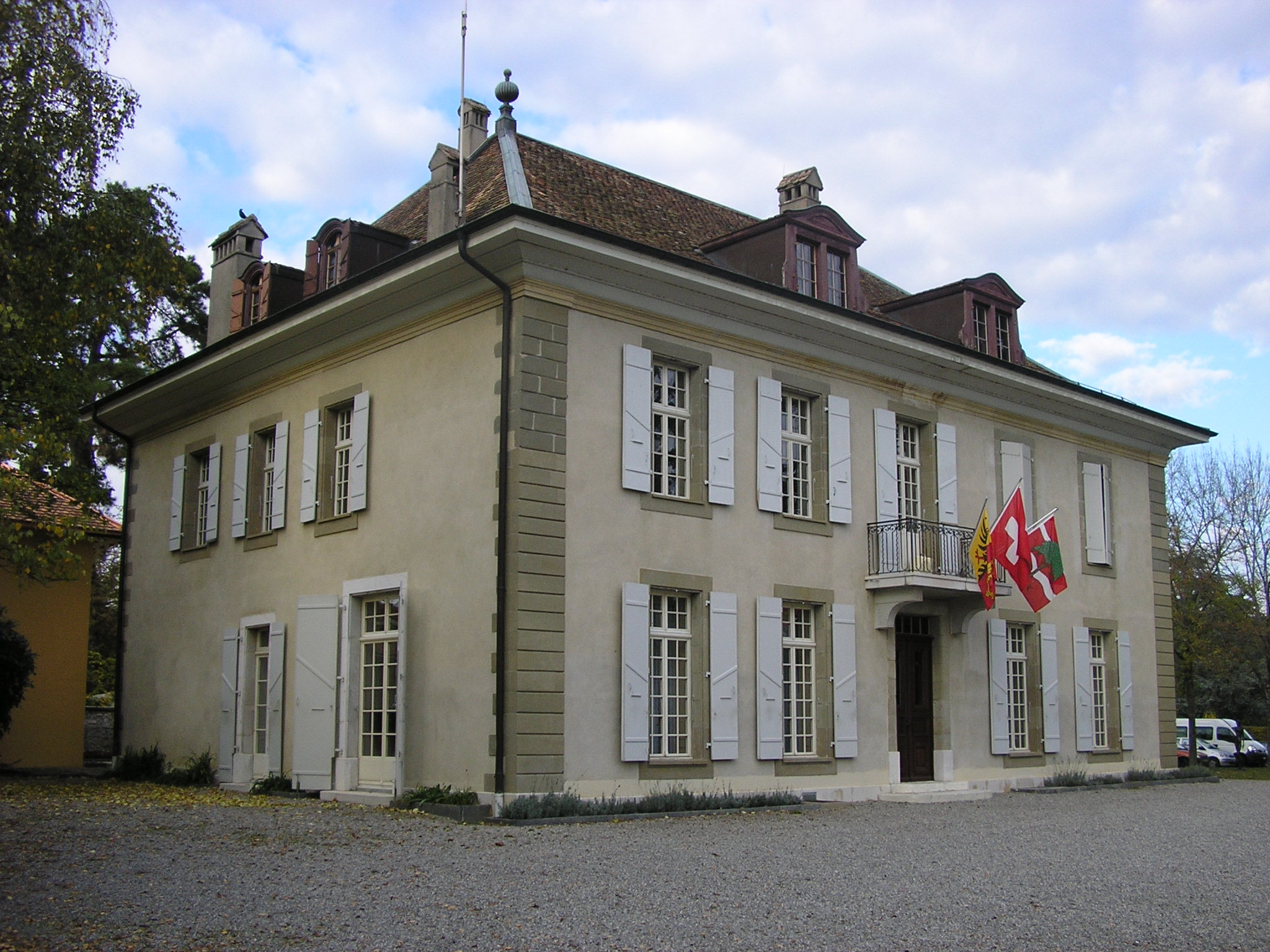
Toà thị chính

Onex là một đô thị thuộc bang Geneva ở Thụy Sĩ.